# Sea of Blood
Sea of Blood es el decimoprimer tema del séptimo álbum de estudio de los escoceses The Exploited, llamado Beat the Bastards. Se trata del tema más duro, potente y orientado al thrash metal que ha hecho la banda, metiéndose de lleno en dicho género. Wattie Buchan nos muestra su lado más salvaje a la hora de cantar, con esa voz tan agresiva que caracterizó Beat the Bastards, y más concretamente este tema.

## Personal
- Wattie Buchan - Voz
- Fraser "Fraz" Rosetti - Guitarra
- Willie Buchan - Batería, bajo

- Datos: Q6122744